# Canton de Saint-Flour-Sud
Le canton de Saint-Flour-Sud était une division électorale française, située dans le département du Cantal en région Auvergne. Il a été éclaté en 2015 entre les cantons de Saint-Flour-2, Neuvéglise et Murat.

## Composition
Le canton de Saint-Flour-Sud se composait d’une fraction de la commune de Saint-Flour et de onze autres communes. Il comptait 8 769 habitants (population municipale) au 1er janvier 2012.
| Nom                     | Code Insee | Intercommunalité          | Population (dernière pop. légale)             |
| ----------------------- | ---------- | ------------------------- | --------------------------------------------- |
| Saint-Flour (chef-lieu) | 15187      | CC Saint-Flour Communauté | Fraction : 4 094(2012) Commune : 6 643 (2014) |
| Alleuze                 | 15002      | CC Saint-Flour Communauté | 211 (2014)                                    |
| Cussac                  | 15059      | CC Saint-Flour Communauté | 132 (2014)                                    |
| Lavastrie               | 15099      |                           | 263 (2014)                                    |
| Neuvéglise              | 15142      |                           | 1 104 (2014)                                  |
| Paulhac                 | 15148      | CC Saint-Flour Communauté | 409 (2014)                                    |
| Sériers                 | 15227      | -                         | 136 (2014)                                    |
| Tanavelle               | 15232      | CC Saint-Flour Communauté | 246 (2014)                                    |
| Les Ternes              | 15235      | CC Saint-Flour Communauté | 592 (2014)                                    |
| Ussel                   | 15244      | CC Saint-Flour Communauté | 477 (2014)                                    |
| Valuéjols               | 15248      | CC Saint-Flour Communauté | 561 (2014)                                    |
| Villedieu               | 15262      | CC Saint-Flour Communauté | 534 (2014)                                    |

## Histoire
Le canton a été supprimé en 2015 à la suite du redécoupage des cantons du département :
- Ussel a intégré le canton de Murat ;
- Alleuze, Lavastrie et Neuvéglise font partie du nouveau canton de Neuvéglise ;
- Cussac, Paulhac, Sériers, Tanavelle, Les Ternes, Valuéjols, Villedieu ainsi qu'une partie de Saint-Flour font partie du canton de Saint-Flour-2.

## Représentation

### Conseillers généraux de 1833 à 2015
| Période          | Période                    | Identité                                           | Étiquette           | Qualité |
| ---------------- | -------------------------- | -------------------------------------------------- | ------------------- | --- |
| 1833             | 1869 (décès)               | Pierre Dessauret                                   | Centre ministériel  | Avocat, ancien Procureur général à Montpellier Directeur des Cultes sous la monarchie de Juillet Député (1837-1848)          |
| 1869             | 1875 (décès)               | Jean-Baptiste Daude                                | Républicain modéré  | Président du Conseil Général (1870-1874) Ancien Député (1848-1849)                                                           |
| 21 mars 1875     | 1880                       | Georges Daude                                      | ?                   | Maire de Saint-Flour (1878-1881)                                                                                             |
| 1880             | 1886                       | Antoine Chanson                                    | Républicain         | Adjoint au Maire de Saint-Flour Député (1885-1889)                                                                           |
| 1886             | 1892                       | Géraud Lusser                                      | Droite              | Avoué - Maire d'Aurillac (1887-1889)                                                                                         |
| 1892             | 1910                       | Antoine Chanson                                    | Républicain Radical | Juge de paix à Paris Président du Conseil Général                                                                            |
| 1910             | 1928                       | Auguste Veisseyre                                  | URD                 | Notaire à Neuvéglise, conseiller d'arrondissement                                                                            |
| 1928             | 1941 (démission d'office)  | Louis Mallet                                       | Rad.                | Médecin Maire d'Alleuze Révoqué par le Gouvernement de Vichy, Fusillé le 23 juin 1944                                        |
|                  |                            |                                                    |                     | |
| 1942             | 1945                       | Jules Vert                                         |                     | Maire de Saint-Flour (1920-1944) Nommé conseiller départemental en 1942                                                      |
|                  |                            |                                                    |                     | |
| 1945             | 1955                       | Marguerite Mallet (1896-1983) (épouse de L.Mallet) | Rad.                | |
| 1955             | 1967                       | Jean Sagette                                       | PPUS puis UNR       | Exploitant agricole Député (1958-1968) (suppléant de Georges Pompidou en 1967) Conseiller municipal puis maire de Neuvéglise |
| 1967             | 1992                       | Jacques Albisson                                   | CD puis CNI         | Médecin Conseiller municipal de Saint-Flour                                                                                  |
| 1992             | septembre 2008 (démission) | Pierre Jarlier                                     | UDF puis UMP        | Architecte Sénateur du Cantal (1998-2015) Maire de Saint-Flour (1993-2020)                                                   |
| 14 décembre 2008 | 2015                       | Gérard Salat                                       | PS                  | Enseignant Maire de Villedieu (2001-2020) Élu en 2015 dans le canton de Saint-Flour-2                                        |

### Résultats électoraux détaillés
- Élections cantonales de 2004 : Pierre Jarlier (UMP) est élu au 1er tour avec 74,32 % des suffrages exprimés, devant Franck Vandeputte (PCF) (17,07 %) et David Paquier (FN) (8,61 %). Le taux de participation est de 67,72 % (4 523 votants sur 6 679 inscrits)[7].
- Élections cantonales de 2011 : Gérard Salat (PS) est élu au 1er tour avec 60,67 % des suffrages exprimés, devant Jonathan Laroussinie (UMP) (30,45 %) et Christiane Missegue (MoDem) (8,88 %). Le taux de participation est de 55,14 % (3 667 votants sur 6 650 inscrits)[8].

### Conseillers d'arrondissement (de 1833 à 1940)
Le canton de Saint-Flour-Sud avait deux conseillers d'arrondissement.
| Période                                  | Période          | Identité                          | Étiquette | Qualité |
| ---------------------------------------- | ---------------- | --------------------------------- | --------- | --- |
| 1833                                     | 1848             | Guillaume Alexis Henry            |           | Avocat, maire de Saint-Flour (1830-1840)                                                                    |
| 1833                                     | 1852             | M. Basset ainé                    |           | Banquier à Saint-Flour                                                                                      |
| 1848                                     | 1883             | Guillaume Tourseiller (1814-1891) |           | Avocat à la Cour d'appel de Paris, propriétaire à Neuvéglise                                                |
| 1852                                     | 1869 (décès)     | Jean Casimir Sagette (1805-1869)  |           | Docteur médecin à Neuvéglise                                                                                |
| 1871                                     | 1877 (décès)     | Jean Baduel (1810-1877)           |           | Docteur médecin                                                                                             |
| 1877                                     | 1895             | Jean-François Marly (1826-1907)   |           | Propriétaire, expert agricole, maire de Paulhac                                                             |
| 1883                                     | 1893 (décès)     | M. Brioude                        |           | Maire de Neuvéglise                                                                                         |
| 1893                                     | 1904             | Charles Bonnafoux                 |           | Maire de Valuéjols                                                                                          |
| 1895                                     | 1904             | Jean-Baptiste Pauc (1854-1918)    |           | Maire de Villedieu                                                                                          |
| 1904                                     | 1910             | Auguste Veisseyre                 | Libéral   | Notaire à Neuvéglise                                                                                        |
| 1904                                     | 1907             | Léon Marly                        |           | Notaire, maire de Paulhac                                                                                   |
| 1907                                     | 1913             | Jean-Baptiste Pauc                |           | Maire de Villedieu                                                                                          |
| 1910                                     | 1913             | M. Boudon                         | Libéral   | Propriétaire à Paulhac                                                                                      |
| 1913                                     | 1915 (démission) | Joseph Combes                     |           | Propriétaire foncier et notaire à Ussel                                                                     |
| 1913                                     | 1937             | Félix Lafont                      |           | Pharmacien à Saint-Flour                                                                                    |
| 1915                                     | 1919             | siège vacant                      |           | |
| 1919                                     | 1925             | M. Besse                          |           | Propriétaire à Villedieu                                                                                    |
| 1925                                     | 1931             | Étienne Alhinc (1870-1951)        |           | Propriétaire, maire de Neuvéglise                                                                           |
| 1931                                     | 1940             | Léon Vidal                        | Radical   | Maire d'Ussel                                                                                               |
| 1937                                     | 1940             | Alexandre Teissèdre               | Rad.ind.  | Maire de Tanavelle                                                                                          |
| 1940                                     |                  |                                   |           | Les conseils d'arrondissement ont été suspendus par la loi du 12 octobre 1940 et n'ont jamais été réactivés |
| Les données manquantes sont à compléter. |                  |                                   |           | |

## Démographie
| 1962 | 1968 | 1975 | 1982 | 1990  | 1999  | 2006  | 2011  | 2012  |
| ---- | ---- | ---- | ---- | ----- | ----- | ----- | ----- | ----- |
| -    | -    | -    | -    | 8 941 | 8 404 | 8 580 | 8 769 | 8 769 |